# Sawiskera (Mond)
Sawiskera (Mohawk: [zaɰískɛɺa]) ist die kleinere Komponente (Mond) des Doppelasteroiden-Systems des Kuipergürtel-Asteroiden und Cubewanos (88611) Teharonhiawako. Sein mittlerer Durchmesser beträgt etwa 122 Kilometer, womit er etwa 30,7 % kleiner als der Mutterasteroid ist.

## Entdeckung und Benennung
Sawiskera wurde von J. L. Elliot, S. D. Kern und D. J. Osip bei Beobachtungen am 11.–12. Oktober 2001 mit dem 6.5-Meter-Walter Baade-Teleskop beim Las-Campanas-Observatorium in Chile entdeckt. Sawiskera wurde bei 0,6 Bogensekunden Abstand zu dem knapp zwei Monate zuvor entdeckten Teharonhiawako gefunden, mit einer Differenz der scheinbaren Helligkeit von 0,55. Die Entdeckung wurde am 15. Oktober 2001 veröffentlicht; der Begleiter erhielt die vorläufige Bezeichnung S/2001 (88611) 1. Die beiden Namen des Systems wurden von R. J. Benecchi und S. D. Kern vorgeschlagen.
Am 29. Mai 2007 wurde der Mond, unter anderen zusammen mit dem sehr hellen Kometen C/2006 P1 (McNaught), von der Internationalen Astronomischen Union (IAU) dann offiziell nach Sawískera benannt, dem bösen Zwillingsbruder von Teharonhiawáko in der Gründungsmythologie der Haudenosaunee ist. Sawískera war ein geschickter Jäger, jedoch war er grausam, eifersüchtig und destruktiv, und er wurde schließlich von seinem Bruder getötet. Es heißt, dass der Name nicht nachts ausgesprochen werden sollte.

## Bahneigenschaften

### Umlaufbahn
Sawiskera umkreist Teharonhiawako in einer prograden, elliptischen Umlaufbahn zwischen 20.750 und 33.850 km Abstand zu dessen Zentrum (Große Bahnhalbachse 27.300 km beziehungsweise ca. 310,2 Teharonhiawako- bzw. 447,5 Sawiskeraradien). Da beide um den gemeinsamen Schwerpunkt kreisen, ist das System als Doppelasteroiden-System aufzufassen. Die Bahnexzentrizität beträgt 0,240, die Bahn ist 60,0° gegenüber der Ekliptik geneigt. 
Sawiskera und Teharonhiawako umrunden einander in 825 Tagen bzw. 2 Jahren und 95 Tagen, also noch länger als der Planet Mars um die Sonne benötigt (!). Dies entspricht etwa 128,8 Umläufen in einem Teharonhiawako-Jahr (rund 290,99 Erdjahre).

### Rotation
Sawiskera besitzt eine eigene Rotationsperiode, die entweder 4 h 45,1 m oder 9 h 30,3 m, nach anderen Angaben 5 h 30 m beträgt.

## Physikalische Eigenschaften
Sawiskera hat einen Durchmesser von geschätzten 122 km (etwa 69,3 % des Zentralkörpers), beruhend auf dem für Teharonhiawako entsprechenden angenommenen gleichen Rückstrahlvermögen von 9 – 14 %. Die Oberfläche ist damit relativ dunkel. Seine Dichte wird wie Teharonhiawako auf etwa 1,5 g/cm3 geschätzt.

## Erforschung
Seit der Entdeckung 2001 konnte Sawiskera nur durch erdgebundene Teleskope beobachtet werden und dabei seine Bahnelemente bestimmt werden.